# Hieronim Ludwik Krzykowski
Hieronim Ludwik Krzykowski herbu Junosza (zm. w 1676 roku) – podsędek łęczycki w latach 1652–1676.
Poseł sejmiku łęczyckiego województwa łęczyckiego na sejm wiosenny 1666 roku. Był elektorem Michała Korybuta Wiśniowieckiego z województwa łęczyckiego w 1669 roku. W 1674 roku był elektorem Jana III Sobieskiego z województwa łęczyckiego. 